# Lucha de arañas

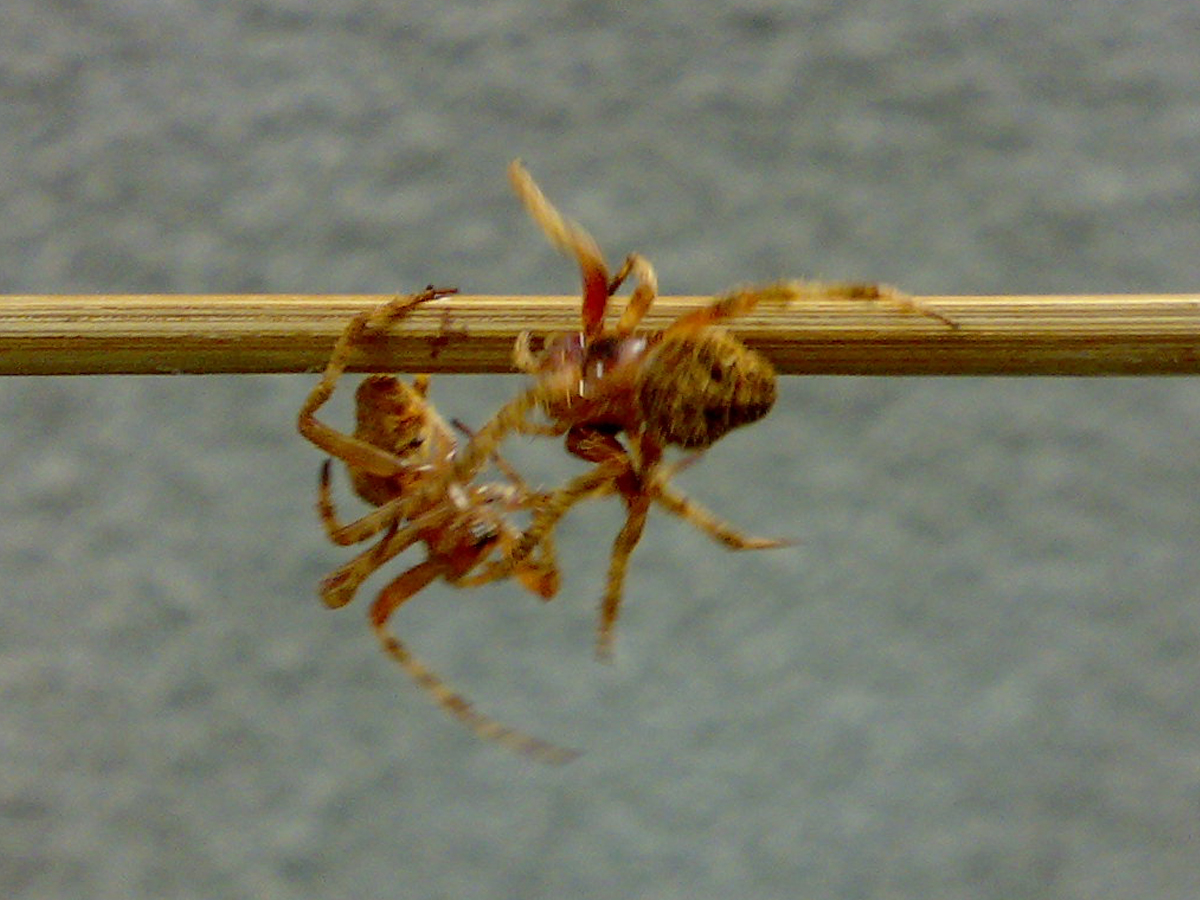
Dos arañas peleando

La lucha de arañas o spider derby es un deporte en el que participan arañas y que se practica de distintas formas en varias zonas del mundo. Entre ellas están Filipinas, Japón, Singapur y Malasia. Las peleas que tienen lugar en Filipinas y Japón se escenifican entre hembras de diversas especies de arañas tejedoras de telarañas. Las arañas hembras matan a su rival si el perdedor no huye rápidamente o recibe la ayuda de un cuidador humano. Los concursos que se escenifican en Malasia y Singapur son peleas entre machos de arañas saltadoras. Los machos luchan sólo por el dominio, y normalmente el perdedor huye, aunque a veces pierden una pata en la pelea.
En Filipinas, la pelea de arañas (en hiligueino: paupas sang damang; en cebuano: paaway kaka o sabong sa kaka) se lleva a cabo entre arañas hembras tejedoras de orbes del género Neoscona. En Japón, los concursos se realizan en un festival anual y utilizan hembras del género Argiope. En japonés estas competiciones se llaman Kumo Gassen (batallas de arañas). En Malasia, utilizan machos del género Thiania, siendo la especie más conocida Thiania bhamoensis, aunque a veces se puede utilizar otra especie de ese género. Al igual que las peleas de gallos, las peleas de arañas son un deporte que suele implicar apuestas y los eventos ocurren con frecuencia. En Malasia, se les conoce como "arañas luchadoras", dòu bào hǔ (chino: 鬥豹虎) en mandarín y en cantonés, y memerangi labah-labah en malayo.

## Filipinas

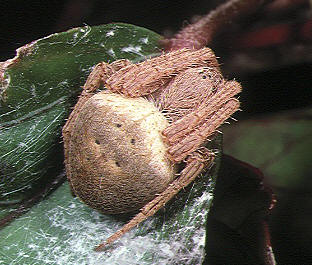
Neoscona punctigera, una de las especies más comunes capturadas para los torneos de arañas en Filipinas

La lucha de arañas(en hiligueino: pahibag sang damang; en cebuano: paaway kaka o sabong sa kaka) es un deporte sangriento muy popular entre los niños filipinos de las zonas rurales, especialmente de la región bisaya. El juego comienza colocando dos arañas en los extremos opuestos de un palo. A continuación, se empuja a las arañas para que se muevan a lo largo del palo hasta que se encuentren y luchen.

### Captura

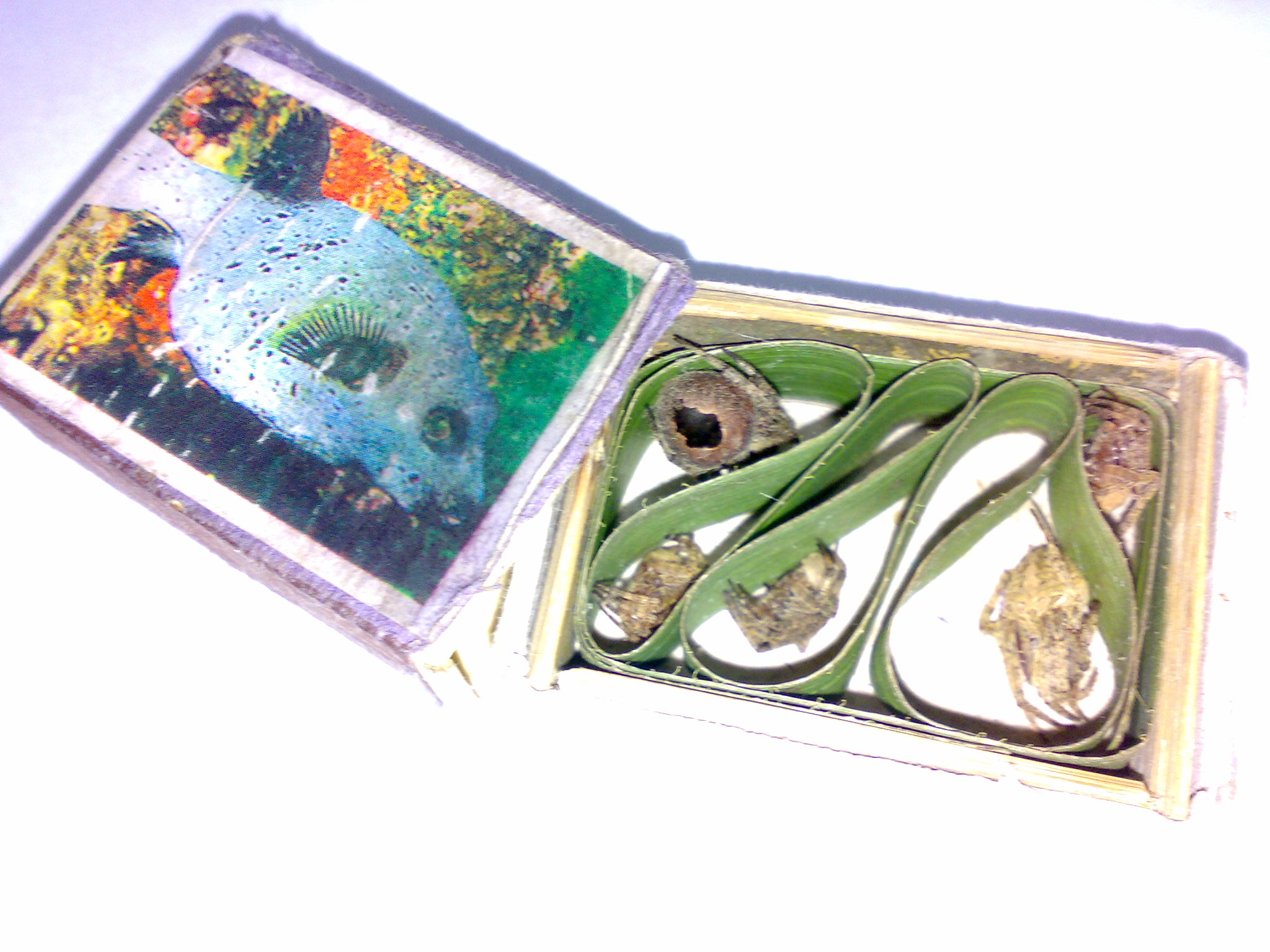
Una caja de cerillas que sirve de 'establo' para luchar contra las arañas entre derbis

Las arañas adecuadas para la lucha son casi siempre hembras adultas del género Neoscona. Sólo las arañas procedentes de este género se denominan damang o kaka (o en inglés como «derby spiders» o «fighting spiders»). La especie más utilizada es Neoscona punctigera, pero otras especies utilizadas son: Neoscona aldinei, Neoscona ampoyae, Neoscona facundoi, Neoscona lipana, Neoscona marauoyi, Neoscona nautica, Neoscona rumpfi, Neoscona shereeae, Neoscona theisi y Neoscona vigilans.
Las arañas suelen ser capturadas en árboles y en arbustos a primera hora de la mañana o durante el atardecer, cuando las arañas salen a tejer telarañas. Tras la captura o entre combate y combate, las arañas son encerradas en cajas de cerillas usadas. Estas cajas de cerillas suelen tener celdas separadas para albergar a varias arañas. Las celdas suelen estar hechas de cartón desechado o de una sola hoja de coco doblada varias veces dentro de la caja de cerillas. Algunos entrenadores montan un «langsaranan» en el que la araña es liberada en una planta encerrada en una red o en una botella de plástico con pequeños agujeros.

### Lucha
La mayoría de las peleas de arañas se realizan con un solo trozo de nervadura central de hoja de coco seca (normalmente tomado de una escoba hecha con tales nervios centrales; cebuano: gungi, tagalo: walis tingting) o bambú. Las arañas se colocan en ambos extremos y se les anima a que se acerquen y luchen entre sí. Los palos son lo bastante finos para que las arañas no tengan más remedio que encontrarse. Un niño sujeta el palo y se asegura de que las arañas no escapen cambiando alternativamente el agarre de un extremo al otro. El final de las peleas se acuerda de antemano. Las peleas a muerte terminan con una araña mordida, paralizada y envuelta en seda. Los combates no letales terminan cuando una araña cae del palo (una o varias veces, según lo acordado). Ocasionalmente, el niño que sujeta el palo puede tener que intervenir rápidamente en una pelea no letal para evitar que la araña ganadora se coma a la perdedora.
Los derbis de arañas llamados «kaka» se celebran en una pista hecha con dos postes unidos por una cuerda tensa. Debajo hay un relleno (normalmente de espuma de poliestireno) para que las arañas no se hagan daño en caso de caerse.

### Problemas legales
En la actualidad se desaconseja esta práctica, ya que afecta al rendimiento escolar de los niños. Los mejores luchadores pueden llegar a ganar hasta 100 pesos (2 dólares), lo que hace que este deporte sea lucrativo para los niños. Pueden pasar tanto tiempo cazando y entrenando arañas que se descuidan las clases y los deberes. Los adultos también practican este deporte, pero de forma parecida a las peleas de gallos. También se celebran derbis y las apuestas pueden alcanzar los 50.000 pesos (unos 1.000 dólares). El costo de mantenimiento es más económico al criar arañas en comparación que al criar gallos de pelea, haciendo que algunos jugadores cambiaran a las peleas de arañas.
En algunas ciudades ya están en vigor ordenanzas contra este deporte. En la provincia de Negros Occidental, los derbis de arañas se consideran una amenaza para la moral pública. El director provincial de la policía de Bacolod emitió una orden en la que advertía a los residentes de participar en una forma de juego ilegal. La policía también afirma que las peleas de arañas en sí no son ilegales como pasatiempo, pero se considerarán ilegales una vez que la gente haga apuestas sobre los combates.

## Japón

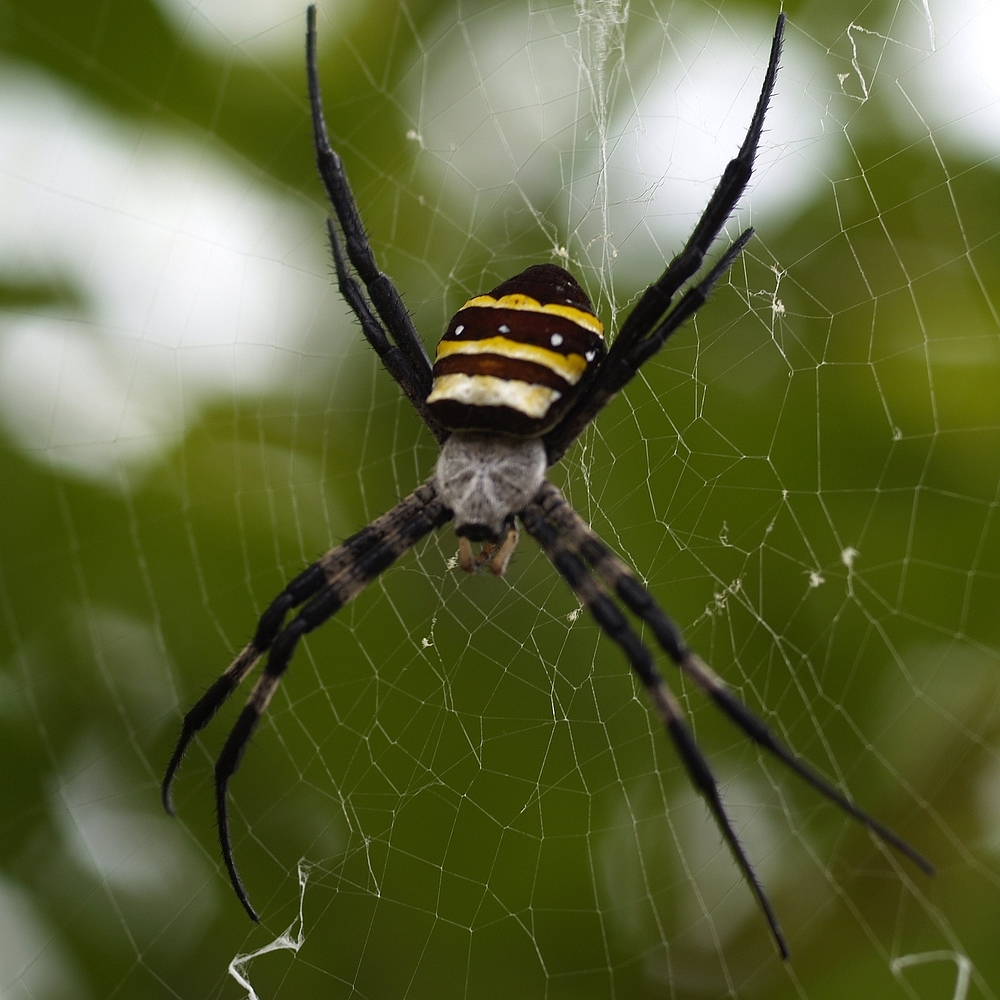
Argiope amoena

En Kajiki, Kagoshima, Japón, se celebra anualmente un concurso de lucha con arañas conocido como Kumo Gassen, en el que se utilizan arañas del género Argiope. Se dice que esta forma de lucha se remonta al siglo XVI. Se realiza de forma similar a las peleas de arañas filipinas. Una araña, llamada «Kamae», se coloca en el extremo de un palo, mientras que otra, llamada «Shikake», se coloca en el otro extremo. Las arañas luchan entre sí en el centro. La competición es un torneo, y las dos últimas arañas victoriosas luchan entre sí en la final.

## Singapur y Malasia

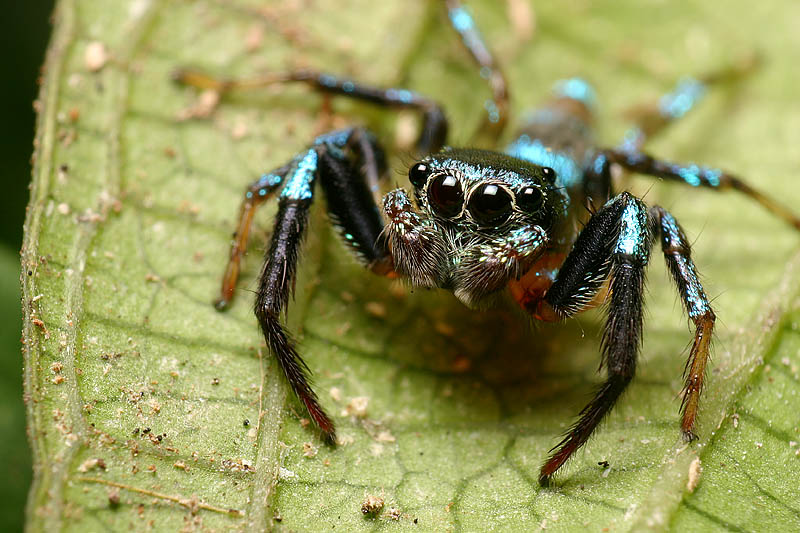
Thiania bhamoensis

Las especies de arañas utilizadas en los derbis de arañas de Singapur y Malasia son la Thiania bhamoensis (también llamada «araña luchadora»), una araña saltarina. Esta práctica ha sido objeto de un libro de memorias titulado Spider Boys, y de una popular serie de televisión en Singapur llamada Fighting Spiders. Capturar, admirar, cuidar y escenificar peleas entre estas arañas es una actividad popular entre muchos jóvenes. En algunos casos, la práctica tuvo un impacto financiero relativamente grande en los jóvenes que participan en estas prácticas, tanto por el valor de venta de un contendiente fuerte como por las apuestas que se hacen en sus peleas. Principalmente en los años 60 y 70.

## Estados Unidos
En Estados Unidos, la lucha de arañas también es frecuente en las cárceles de Florida, donde los reclusos las capturan y las guardan en cajas como mascotas. En 2002, una pelea entre tres reclusos por el robo de una araña mascota provocó lesiones en el cráneo, que pusieron en peligro la vida de uno de ellos, y cargos adicionales a los otros dos.

## Galería

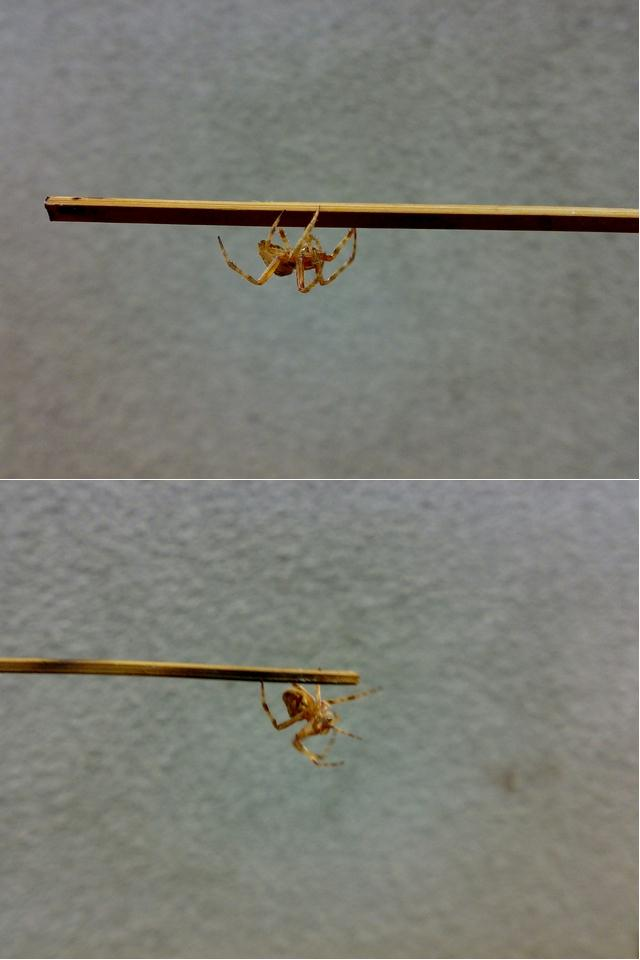
Se colocan dos arañas luchadoras de tamaño y peso aproximadamente iguales en los extremos opuestos de una brocheta de bambú.
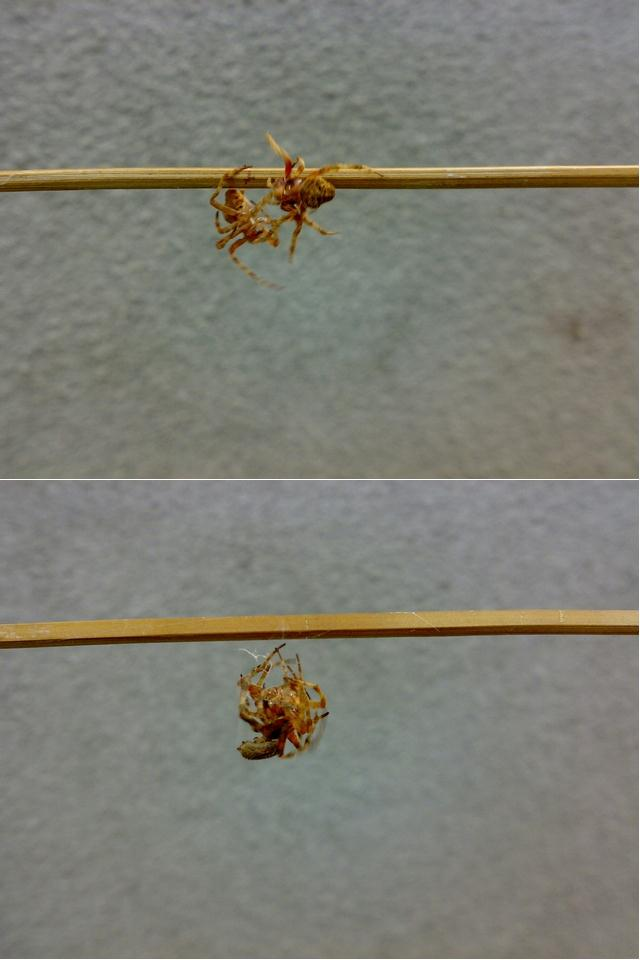
Fotografía superior: Ambas arañas se evalúan mutuamente; Fotografía inferior: Las arañas luchan; en este punto, una de las arañas puede haber ya asestado un mordisco paralizante al cuerpo de su oponente.
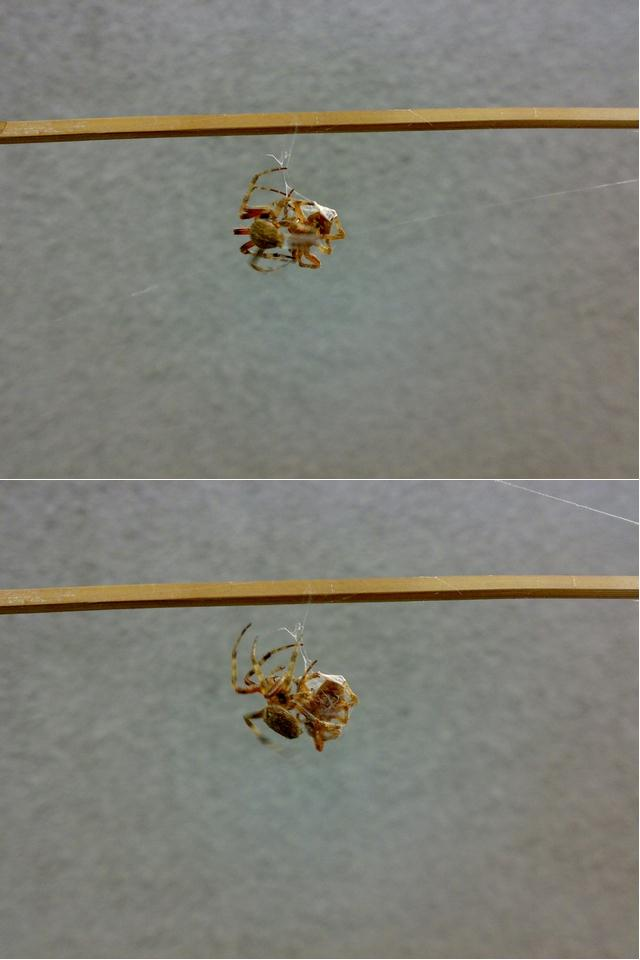
El vencedor comienza a envolver a su víctima en seda. Se ven las hileras
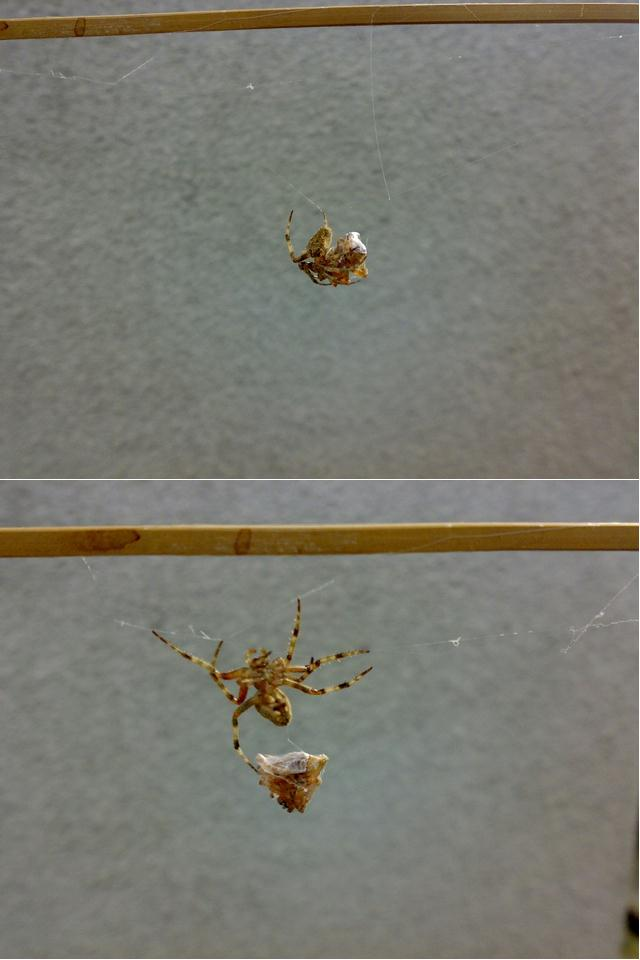
Cuadro superior : El vencedor puede estar dándole otro mordisco a su oponente envuelto; Cuadro inferior : El vencedor sube por su cuerda de arrastre, arrastrando a la víctima envuelta detrás, usando una de sus patas traseras.